# Forevermore (álbum de David Archuleta)
Forevermore é o quarto álbum de estúdio do cantor e compositor norte-americano David Archuleta. O álbum foi lançado com exclusividade nas Filipinas em 26 de março de 2012 e é composto por covers de músicas de artistas do país.

## Singles
A faixa-título "Forevermore" foi lançada com o primeiro single do disco em 15 de março de 2012, e foi gravado um vídeo para ela. A faixa bônus "Nandito Ako" foi liberada no mesmo dia, como um single promocional. Em 24 de junho do mesmo ano, "I'll Never Go" foi lançada como o segundo single oficial; ela também recebeu um videoclipe.

## Lista de faixas
| N.º | Título             | Compositor(es)               | Produtor(es)    | Duração |  |
| 1.  | "Forevermore"      | Joey Benin                   | Jimmy Antiporda | 4:50    |  |
| 2.  | "Rainbow"          | Jay Durias, Sharon Inductivo | Durias          | 5:26    |  |
| 3.  | "I'll Never Go"    | Frank Singcol                | Antiporda       | 4:19    |  |
| 4.  | "You Are My Song"  | Louie Ocampo, Martin Nievera | Antiporda       | 4:04    |  |
| 5.  | "Hold On"          | Jocel Jimenez                | Antiporda       | 4:49    |  |
| 6.  | "Wherever You Are" | Vince Alaras                 | Durias          | 4:55    |  |
| 7.  | "Maybe"            | Antiporda, Jamie Rivera      | Antiporda       | 4:36    |  |
| 8.  | "Tell Me"          | Ocampo, Alan Peter Ayque     | Antiporda       | 3:49    |  |
| 9.  | "Reaching Out"     | Cecil Azarcon                | Antiporda       | 3:54    |  |

| Faixas bônus |                             |                        |              |         |  |
| N.º          | Título                      | Compositor(es)         | Produtor(es) | Duração |  |
| 10.          | "Nandito Ako"               | Aaron Paul del Rosario | Durias       | 5:17    |  |
| 11.          | "Forevermore (Minus One)"   | Benin                  | Antiporda    | 4:50    |  |
| 12.          | "I'll Never Go (Minus One)" | Singcol                | Antiporda    | 4:19    |  |
| 13.          | "Rainbow (Minus One)"       | Durias, Inductivo      | Durias       | 5:23    |  |